# 卡雷拉將軍省

卡雷拉將軍省是智利的54個省份之一，位於該國中南部，由伊瓦涅斯將軍艾森大區負責管轄，首府設於小智利，面積11,919平方公里，2002年人口6,921，人口密度每平方公里0.6人。